# Celtic League 2002/03
Die Saison 2002/03 der Celtic League, der von irischen, walisischen und schottischen Rugby-Teams gemeinsam ausgetragenen Meisterschaft, begann am 30. August 2002. Die 16 beteiligten Teams wurden in zwei Achtergruppen eingeteilt, woraufhin jedes Team einmal gegen die anderen antrat. Nach sieben Spieltagen trafen die vier Besten jeder Gruppe in einer K.-o.-Runde aufeinander. Das Finale am 1. Februar 2003 entschied Munster Rugby für sich.

## Tabelle
M = Amtierender Meister

### Gruppe A
|    | Team            | Spiele | Siege | Unent. | Ndlg. | Spiel- punkte | Diff. | Bonus- punkte | Tabellen- punkte |
| -- | --------------- | ------ | ----- | ------ | ----- | ------------- | ----- | ------------- | ---------------- |
| 1. | Munster Rugby   | 7      | 6     | 0      | 1     | 227:129       | + 98  | 4             | 28               |
| 2. | Edinburgh Rugby | 7      | 6     | 0      | 1     | 231:145       | + 86  | 3             | 27               |
| 3. | Ulster Rugby    | 7      | 5     | 0      | 2     | 173:111       | + 62  | 2             | 22               |
| 4. | Neath RFC       | 7      | 4     | 0      | 3     | 153:121       | + 32  | 2             | 18               |
| 5. | Llanelli RFC    | 7      | 3     | 0      | 4     | 191:168       | + 23  | 5             | 17               |
| 6. | Swansea RFC     | 7      | 3     | 0      | 4     | 177:212       | - 35  | 4             | 16               |
| 7. | Ebbw Vale RFC   | 7      | 1     | 0      | 6     | 140:226       | - 86  | 1             | 5                |
| 8. | Caerphilly RFC  | 7      | 0     | 0      | 7     | 144:324       | - 180 | 3             | 3                |

### Gruppe B
|    | Team               | Spiele | Siege | Unent. | Ndlg. | Spiel- punkte | Diff. | Bonus- punkte | Tabellen- punkte |
| -- | ------------------ | ------ | ----- | ------ | ----- | ------------- | ----- | ------------- | ---------------- |
| 1. | Pontypridd RFC     | 7      | 6     | 0      | 1     | 182:120       | + 62  | 2             | 26               |
| 2. | Glasgow Warriors   | 7      | 5     | 0      | 2     | 216:166       | + 50  | 3             | 23               |
| 3. | Cardiff RFC        | 4      | 4     | 0      | 3     | 178:151       | + 27  | 4             | 20               |
| 4. | Connacht Rugby     | 7      | 5     | 0      | 2     | 126:176       | - 50  | 0             | 20               |
| 5. | Leinster Rugby (M) | 7      | 3     | 0      | 4     | 191:154       | + 37  | 6             | 18               |
| 6. | Borders            | 7      | 2     | 0      | 5     | 142:169       | - 27  | 4             | 12               |
| 7. | Bridgend RFC       | 7      | 2     | 0      | 5     | 127:187       | - 60  | 2             | 10               |
| 8. | Newport RFC        | 7      | 1     | 0      | 6     | 121:160       | - 39  | 4             | 8                |

Die Punkte werden wie folgt verteilt:
- 4 Punkte bei einem Sieg
- 2 Punkte bei einem Unentschieden
- 0 Punkte bei einer Niederlage (vor möglichen Bonuspunkten)
- 1 Bonuspunkt für vier oder mehr erfolgreiche Versuche, unabhängig vom Endstand
- 1 Bonuspunkt bei einer Niederlage mit sieben oder weniger Punkten Unterschied

## Finalrunde

### Viertelfinale
| 29. November 2002 19:05 Uhr | Pontypridd RFC | 12 : 13 | Neath RFC | Sardis Road, Pontypridd Zuschauer: 6.000 |
| 29. November 2002 19:05 Uhr | Bericht        |         |           | Sardis Road, Pontypridd Zuschauer: 6.000 |

| 29. November 2002 19:35 Uhr | Munster Rugby | 33 : 3 | Connacht Rugby | Musgrave Park, Cork Zuschauer: 8.000 |
| 29. November 2002 19:35 Uhr | Bericht       |        |                | Musgrave Park, Cork Zuschauer: 8.000 |

| 30. November 2002 14:45 Uhr | Glasgow Warriors | 17 : 20 | Ulster Rugby | Hughenden Stadium, Glasgow Zuschauer: 5.346 |
| 30. November 2002 14:45 Uhr | Bericht          |         |              | Hughenden Stadium, Glasgow Zuschauer: 5.346 |

| 30. November 2002 17:30 Uhr | Edinburgh Rugby | 22 : 26 | Cardiff RFC | Meadowbank Stadium, Edinburgh Zuschauer: 3.918 |
| 30. November 2002 17:30 Uhr | Bericht         |         |             | Meadowbank Stadium, Edinburgh Zuschauer: 3.918 |

### Halbfinale
| 3. Januar 2003 19:35 Uhr | Munster Rugby | 42 : 10 | Ulster Rugby | Thomond Park, Limerick Zuschauer: 12.000 |
| 3. Januar 2003 19:35 Uhr | Bericht       |         |              | Thomond Park, Limerick Zuschauer: 12.000 |

| 3. Januar 2003 17:30 Uhr | Neath RFC | 32 : 10 | Cardiff RFC | The Gnoll, Neath Zuschauer: 6.471 |
| 3. Januar 2003 17:30 Uhr | Bericht   |         |             | The Gnoll, Neath Zuschauer: 6.471 |

### Finale
| 1. Februar 2003 14:45 Uhr | Munster Rugby | 32 : 10 | Cardiff RFC | Millennium Stadium, Cardiff Zuschauer: 30.076 |
| 1. Februar 2003 14:45 Uhr | Bericht       |         |             | Millennium Stadium, Cardiff Zuschauer: 30.076 |